# Allan Nyom
Allan-Roméo Nyom, mais conhecido como Allan Nyom (Neuilly-sur-Seine, 10 de maio de 1988), é um futebolista camaronês que atua como lateral-direito. Atualmente, joga pelo Getafe.

## Títulos

### Granada
- Segunda División B: 2009–10[2]